# François-Olivier Touati
 (octobre 2023).
 (août 2023).
 (août 2023).
François-Olivier Touati est un historien médiéviste français.
Professeur à l'université François-Rabelais de Tours depuis 2003, directeur du département d'histoire et d'archéologie de 2009 à 2014, doyen de la Faculté des Arts et Sciences humaines de l'université de Tours (2017-2021).

## Éléments de parcours
Agrégé de l'Université, ancien élève de l'École du Louvre et ancien pensionnaire de la Fondation Thiers (Institut de France-CNRS), il a soutenu sa thèse de doctorat à l'Université de Paris I sous la direction de Pierre Toubert avant de devenir maître de conférences à l'Université Paris XII Val-de-Marne en 1993. Il y codirige le Groupe de recherches en épistémologie et histoire de la médecine (GREHM) et devient délégué français de l'International Network for the History of Hospitals. Fondateur de l'association « Histoire au Présent » en 1982, il crée la revue trimestrielle Sources. Travaux historiques (1985-1999) qui entend promouvoir les travaux de jeunes chercheurs et organise de nombreux colloques sur des sujets novateurs (Problèmes et méthodes de la biographie, Image et histoire, Révolte et société, La périodisation en histoire, Maladies, médecines et sociétés). De même, il participe à la fondation de la Société internationale d'histoire des infirmités et du handicap (Alter) dont il est secrétaire général de 1988 à 1993. Son désir de lier l'enseignement et la recherche universitaire avec leur diffusion et l'échange auprès des acteurs contemporains des domaines concernés se manifeste notamment par sa collaboration au magazine bi-hebdomadaire médical Le Généraliste (1985-1993) et à l'émission « Paroles d'histoire » qu'il anime sur Radio Aligre de 1991 à 2001.
Il a été l’invité à de nombreuses reprises des universités de Norwich, Canterbury, Cambridge, Londres, Bologne, Sienne, Milan, Prague, Salamanque, Barcelone, Genève, Bruxelles, Berlin (Max Planck Institut), Tunis (La Manouba), Taschkent.
Membre de l'Équipe de recherche sur le monde arabe et la Méditerranée (EMAM-Citeres, CNRS-Université de Tours) et coordinateur du Groupe d'Orient latin (CNRS-Paris I), Bulletin Editor (2008-2016) et membre du Comité éditorial de la revue internationale Crusades (Aldershot, Ashgate), il a été réélu deux fois Secrétaire général de l’International Society for the Study of the Crusades and Latin East (SSCLE) de 2016 à 2021.

## Recherches
Les horizons de ce professeur, à l'origine spécialiste de l'histoire de la lèpre et de la médecine médiévale, l'ont mené de l'étude des sociétés occidentales (principalement les régions d'entre Loire et Marne, ainsi que l'Ouest de la France, l'Angleterre et l'Italie) jusqu'à celles du Proche-Orient afin d'éclairer tant l'impact des pathologies que l'évolution des processus d'exclusion, d'assistance et d'interférences culturelles. Son habilitation à diriger des recherches (en 2001) sur Saint-Lazare de Jérusalem aux XIIe et XIIIe siècles montre les emprunts réciproques et la relation des expériences institutionnelles, économiques et religieuse d'une rive à l'autre de la Méditerranée. Cette contribution conduit aujourd'hui à renouveler le regard porté sur l'histoire des croisades.
En 2001 et 2004, ses conférences et articles décrivent le dessein de Robert d’Arbrissel à la charnière des XIe et XIIe siècles, d’établir à Fontevraud une véritable cité idéale sur le modèle de la Jérusalem céleste, regroupant toutes les catégories de populations à commencer par les malades, lépreux, veuves, femmes dans la pénitence, moniales et hommes sous la tutelle d’une abbesse. Ce concept de «cité idéale» a été ultérieurement repris dans le programme du Centre culturel de l’Ouest à l’abbaye de Fontevraud même.
De l’Anjou au Maghreb, depuis 2020, il a consacré plusieurs cours de licence et master à l’histoire et à l’historiographie de l'Afrique noire au Moyen Âge (sur l’empire Mandingue et Hampâté Bâ).  
Parmi les thèses de doctorat qu'il a dirigées, celle d'Abed Bendoumi sur les Épidémies, famines et catastrophes naturelles au Maghreb médiéval, soutenue en février 2021, confirme le croisement de ces orientations.
Ses travaux se sont également étendus à l'épistémologie et à l'historiographie contemporaine, en particulier autour de la vie de l’historienne anglaise Eileen Power (1889-1940) et de l'œuvre de Marc Bloch.
Après un article sur l’origine de l’Université de Médecine de Montpellier, il participe à son 800e anniversaire en octobre 2020.
Au sein du collectif entre la Ville de Tours et l’Université, il est le principal organisateur des manifestations scientifiques et culturelles commémorant le centenaire du Congrès de Tours (1920).
Aux côtés de l’historienne de l’architecture Lucie Gaugain, il est porteur de la commémoration du 6e centenaire de Louis XI (1423-1483) : commissaire de l’exposition «Louis XI, roi bâtisseur» (Château de Langeais, Institut de France, 12 mai-12 novembre 2023), festival de cinéma à Tours et Langeais, cycle de conférences, colloque international (12-14 octobre 2023). Il est invité par la ville de Milly-la-Forêt lors du festival Médiév-halles le 2 septembre 2023 pour célébrer avec l’architecte des bâtiments de France la restauration de la halle édifiée en 1479.
Membre de l’Académie de Touraine, il a succédé à Pierre Riché (1921-2019) comme Président d’honneur de la Société archéologique d'Eure-et-Loir.
Premier historien à avoir organisé dès 2017 une Journée d'études universitaire sur Johnny Hallyday et l'histoire de la société française, il a fait don, à l’occasion d’une seconde journée d’études, en 2018, d’un important fonds documentaire relatif au chanteur Claude François à la Bibliothèque musicale de Touraine.

## Télévision
En février 2002, il conseille la réalisation et intervient dans le documentaire L’autre vie de Marc Bloch, en particulier pour les parties tournées dans la Creuse, réalisé par O. Pasquet, TV.TV. / FR3 Alsace.
Il est le principal référent pour Alcuin et l’invention de la minuscule caroline, réalisé par Théo Sorroche, dans l’émission Invitation au voyage, Arte, le 25 février 2020.
En 2015, il participe à l'émission Secrets d'Histoire consacrée à  Jeanne d'Arc, intitulée Jeanne d'Arc, au nom de Dieu, diffusée le 22 septembre 2015 sur France 2.
Il a été conseiller historique du documentaire La Croisade des Enfants. 1212. 1-2/ Mythe ou réalité ? 2-2/ Les enfants-prophètes et le pape, dans lequel il intervient pour la partie française. Réalisation Martin Papirowski, German TV, Austrian TV, Switzerland TV, diffusé sur Arte en février et mars 2021.

## Principaux ouvrages
- Table de la Revue des Amis du Musée de l'Armée. 1909-1979, Paris : Société des Amis du Musée de l'Armée, 1984.
- Voluntate Dei leprosus. Les lépreux entre conversion et exclusion dans les sermons ad status aux XIIe et XIIIe siècles, Spolete : Centro italiano di studi aull'alto Medioevo, 1991, 170 p. (en coll. avec Nicole Bériou).
- Maladies, médecines et sociétés. Approches historiques pour le présent, Paris, L'Harmattan et Histoire au Présent, 1993 (dir.).
- Vocabulaire historique du Moyen âge : Occident, Byzance, Islam, sous la direction de François-Olivier Touati, Paris : La Boutique de l'histoire, 1995 ; 6e édition, Paris : Les Indes savantes, 2016, 518 p.
- Archives de la lèpre : atlas des léproseries entre Loire et Marne au Moyen âge, Paris : Éd. du CTHS, 1996.
- Maladie et société au Moyen âge : la lèpre, les lépreux et les léproseries dans la province ecclésiastique de Sens jusqu'au milieu du XIVe siècle, Paris ; Bruxelles : De Boeck université, 1998.
- Archéologie et architecture hospitalières de l'Antiquité tardive à l'aube des Temps modernes, colloque, sous la direction de François-Olivier Touati, Paris : La Boutique de l'histoire, 2004.
- Marc Bloch et l'Angleterre, Paris, La Boutique de l'histoire, 2006, 299 p. (ISBN 978-2-910828-39-4, présentation en ligne), [présentation en ligne].
- Yves de Chartres (1040-1115). Aux origines de la révolution hospitalière médiévale, Paris : Les Indes savantes, 2017.
- Écrit, pouvoirs et société. Occident XIIe-XIVe s., Paris, Atlande, 2020 (en coll. avec Nathalie Gorochov, Amélie de las Heras, et al.).
- Leprosy and Identity in the Medieval World : From England to the Mediterranean, Manchester University Press, 2021, 424 p. (codir. Elma Brenner)[7].

## Distinctions
- 1993 : 1er Grand Prix de la Société française d’histoire des hôpitaux.
- 1994 : Prix Clio du Salon du Livre de Paris (Collectif).
- 2000 : Médaille de vermeil de la Société d'Encouragement au Progrès.
- 2014 : Lauréat de l’Académie des Inscriptions et Belles-Lettres, Institut de France, Prix du Budget.
- 2020 :  Chevalier de l'ordre des Palmes académiques.